# مغول كش
مغول كش (بالفارسية: مغول‌کش) هي قرية تقع في قسم سنغ بست الريفي في إيران.